# Xã Liberty, Quận Carroll, Indiana
Xã Liberty (tiếng Anh: Liberty Township) là một xã thuộc quận Carroll, tiểu bang Indiana, Hoa Kỳ. Năm 2010, dân số của xã này là 440 người.